# Alonso Martínez (arquitecto)
Alonso Martínez fue un alarife que trabajó como primer Maestro de Obras de la Catedral de Sevilla, desde 1386 y 1396, si bien la antigua mezquita no comenzó a ser derribada hasta 1402, habiendo quedado esta sumamente dañada tras un terremoto en 1356. Fue Alonso Martínez quien realizó las primeras trazas del edificio gótico.
Tiene rotulada calle a su nombre en el distrito San Pablo-Santa Justa de Sevilla.